# 化膿性汗腺炎

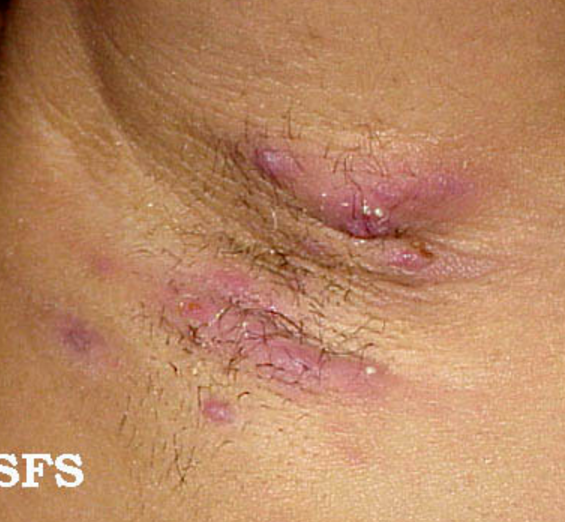
化膿性汗腺炎患者

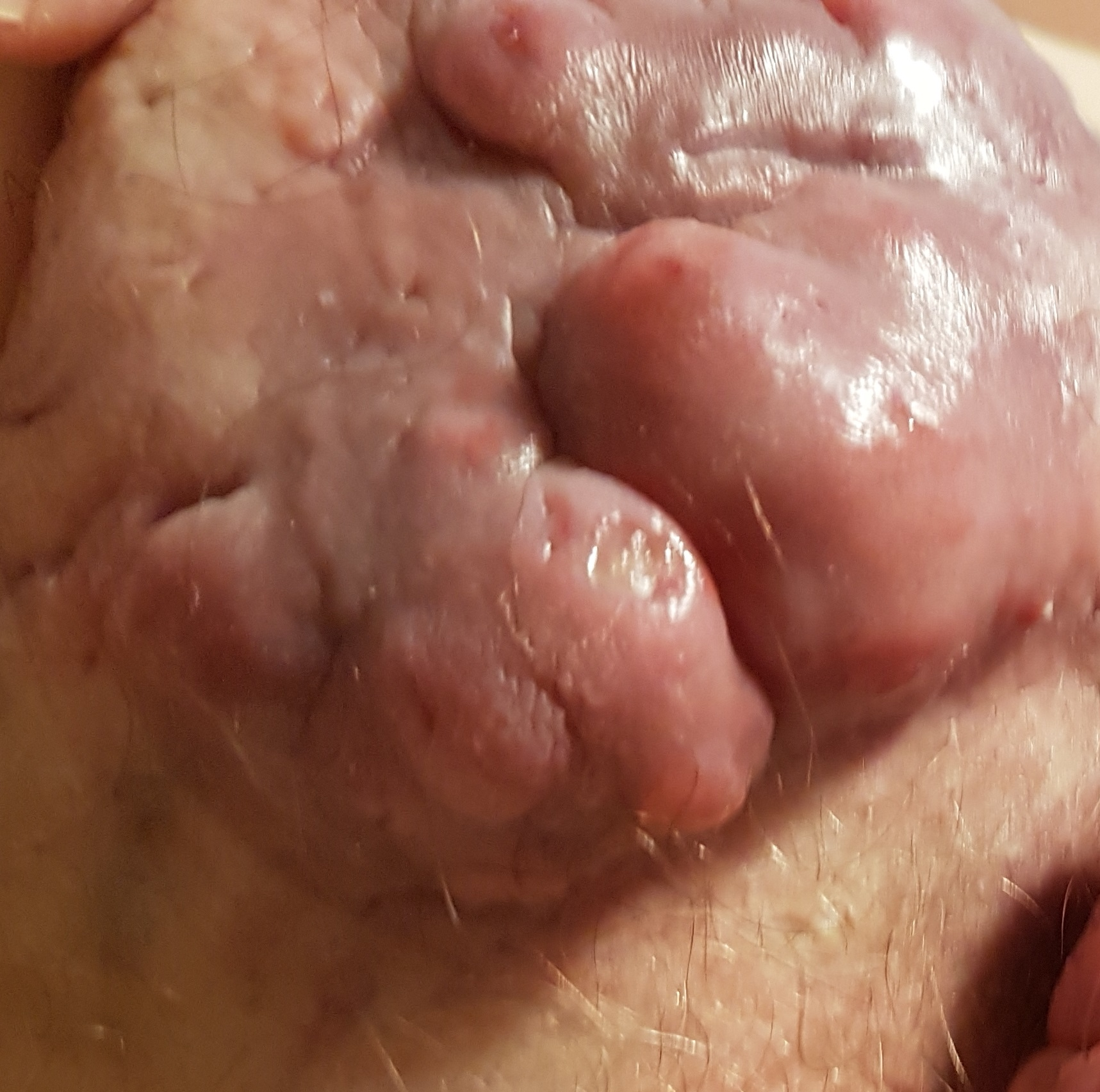
化膿性汗腺炎可表現為皮膚上的增生物，它可能產生嚴重痛苦且令人虛弱。

化膿性汗腺炎（Hidradenitis suppurativa，HS）又名反常性痤瘡（acne inversa）。它是一种慢性皮膚病，會反复出现膿瘍  。这些伤口通常很痛，且会破裂，流出液体或脓液。最常發生在腋下、乳房下方和腹股沟。愈合后会留下疤痕。可能会引发自我認知或抑鬱。
確定的病因仍不清楚，但可能与遗传和环境有关。约三分之一的患者有家族史，也就是患者家屬中有人也有相同的病症。其他危险因子包括肥胖和吸烟。症状不具有传染性，也与卫生或使用體香劑无关 。可能的致病机轉与顶泌汗腺或毛囊功能障碍有关 。依症状诊断。
目前尚無可以根治疾病的治療。病情较轻者，可尝试温水浴。切开患部使液体排出，並無明显療效。雖然許多患者都接受抗生素治療，但支持使用的研究证据很少。免疫抑制劑也可能有效。病情较重者，可以用醫用雷射或手术去除患部皮肤。皮肤病兆極少发展成皮膚癌。
化膿性汗腺炎的盛行率約為 1% 至 4%。女性患者人數是男性的三倍。通常在青年期发病，五十岁以后发病的機會效低。法国解剖学家阿爾弗雷德·費爾波早在1833至1839年间首次完整描述化膿性汗腺炎 。